# Lanarkit
Lanarkit ist ein selten vorkommendes Mineral aus der Mineralklasse „Sulfate (und Verwandte)“. Es kristallisiert im monoklinen Kristallsystem mit der chemischen Zusammensetzung Pb2[O|SO4] und entwickelt meist prismatische, in Richtung der b-Achse ([010]) gestreckte Kristalle in grünlichweißer, grauweißer, grauer, gelber bis hellgelber Farbe bei weißer Strichfarbe.

## Etymologie und Geschichte
Erstmals entdeckt wurde Lanarkit im Süden der früheren Grafschaft Lanarkshire, genauer in der „Susanna Mine“ bei Leadhills.
Beschrieben wurde das Mineral 1832 von François Sulpice Beudant, der es nach seiner Typlokalität benannte.

## Klassifikation
In der veralteten 8. Auflage der Mineralsystematik nach Strunz gehörte der Lanarkit zur Mineralklasse der „Sulfate, Chromate, Molybdate, Wolframate“ und dort zur Abteilung „Wasserfreie Sulfate mit fremden Anionen“, wo er gemeinsam mit Caracolit, Galeit, Schairerit und Sulfohalit in der „Sulfohalit-Lanarkit-Gruppe“ mit der Systemnummer VI/B.04 steht.
In der zuletzt 2018 überarbeiteten Lapis-Systematik nach Stefan Weiß, die formal auf der alten Systematik von Karl Hugo Strunz in der 8. Auflage basiert, erhielt das Mineral die System- und Mineralnummer VI/B.13-010. Dies entspricht der Klasse der „Sulfate, Chromate, Molybdate und Wolframate“ und dort der Abteilung „Wasserfreie Sulfate, mit fremden Anionen“, wo Lanarkit zusammen mit Grandreefit, Leadhillit, Macphersonit, Olsacherit, Pseudograndreefit und Susannit eine unbenannte Gruppe mit der Systemnummer VI/B.13 bildet.
Die von der International Mineralogical Association (IMA) zuletzt 2009 aktualisierte 9. Auflage der Strunz’schen Mineralsystematik ordnet den Lanarkit in die Klasse der „Sulfate (Selenate, Tellurate, Chromate, Molybdate und Wolframate)“ und dort in die Abteilung „Sulfate (Selenate usw.) mit zusätzlichen Anionen, ohne H2O“ ein. Hier ist das Mineral in der Unterabteilung „Mit ausschließlich großen Kationen“ zu finden, wo es als einziges Mitglied eine unbenannte Gruppe mit der Systemnummer 7.BD.40 bildet.
In der vorwiegend im englischen Sprachraum gebräuchlichen Systematik der Minerale nach Dana hat Lanarkit die System- und Mineralnummer 30.02.01.01. Das entspricht der Klasse der „Sulfate, Chromate und Molybdate“ und dort der Abteilung „Wasserfreie Sulfate mit Hydroxyl oder Halogen“. Hier findet er sich innerhalb der Unterabteilung „Wasserfreie Sulfate mit Hydroxyl oder Halogen mit (AB)2XO4Zq“ als einziges Mitglied in einer unbenannten Gruppe mit der Systemnummer 30.02.01.

## Kristallstruktur
Lanarkit kristallisiert monoklin in der Raumgruppe C2/m (Raumgruppen-Nr. 12) mit den Gitterparametern a = 13,75 Å; b = 5,70 Å; c = 7,07 Å und β = 115,8° sowie 4 Formeleinheiten pro Elementarzelle.

## Eigenschaften
Chemisch gesehen gehört Lanarkit zu den Bleisulfaten. Seine Mohshärte liegt zwischen 2 und 2,5 und seine Dichte beträgt 6,92 g/cm3.
Unter langwelligem UV-Licht und unter Röntgenstrahlen zeigen manche Lanarkite eine gelbe Fluoreszenz.

## Bildung und Fundorte

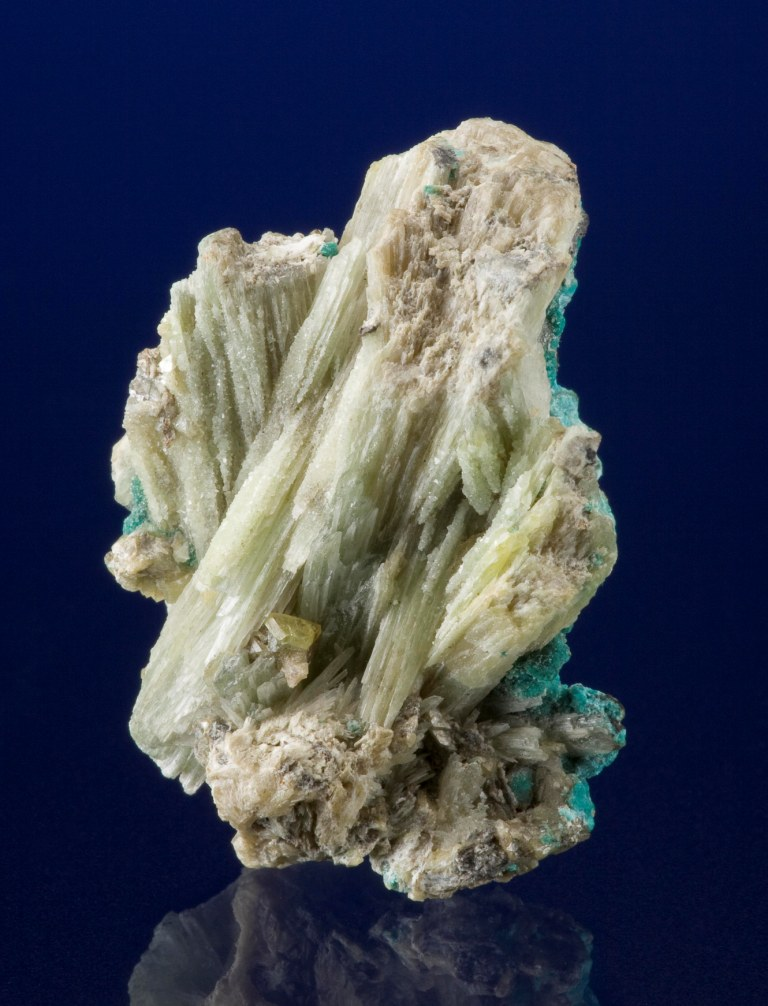
Lanarkit (weiß), Susannit (bläulichgrün) und Macphersonit (gelblicher Kristall in der unteren Bildmitte) aus der Typlokalität „Susanna Mine“

Als typisches Sekundärmineral bildet sich Lanarkit bevorzugt in Bleierzlagerstätten. Begleitet wird es von verschiedenen Bleimineralen wie beispielsweise Galenit, aus dem es sich durch Verwitterung ebenfalls bilden kann.
Als seltene Mineralbildung konnte Lanarkit nur an wenigen Orten nachgewiesen werden, wobei bisher rund 100 Fundorten (Stand: 2019) dokumentiert sind.
Bekannte Fundorte liegen unter anderem in New South Wales und South Australia in Australien; Baden-Württemberg, Niedersachsen und Nordrhein-Westfalen in Deutschland; Salzburg, Steiermark und Tirol in Österreich; Böhmen in Tschechien; sowie Arizona, Missouri und Utah in den USA.